# Missionarie catechiste di Santa Teresa del Bambino Gesù
Le Missionarie Catechiste di Santa Teresa del Bambino Gesù (in inglese Missionary Catechists of Saint Therese of the Infant Jesus; sigla M.C.S.T.) sono un istituto religioso femminile di diritto pontificio.

## Storia

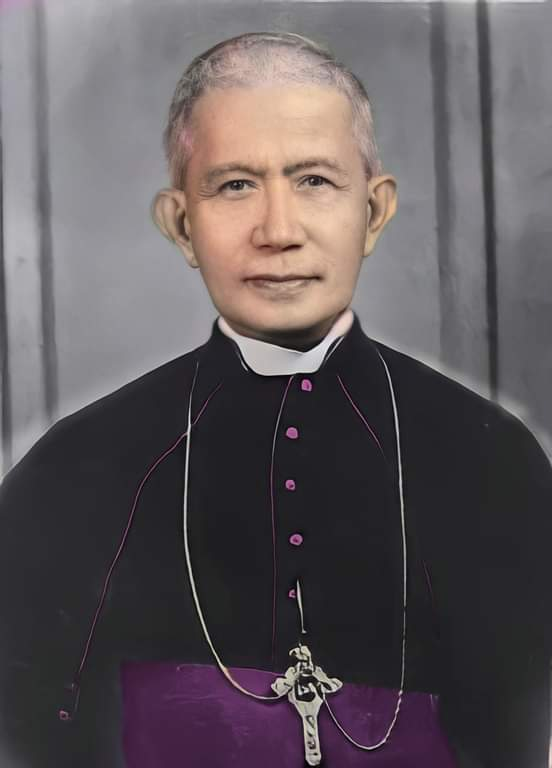
Alfredo María Obviar y Aranda, fondatore della congregazione

La congregazione fu fondata il 12 agosto 1958 da Alfredo Maria Obviar y Aranda, vescovo di Lucena, con l'aiuto di Marcella Medenilla.
La prima sede dell'istituto fu a San Narciso e nel 1959 fu trasferita nell'ex seminario diocasano a Tayabas: benché, secondo le intenzioni del fondatore, l'attività delle religiose dovesse essere limitata alla diocesi di Lucena, le suore si diffusero presto in altre diocesi delle Filippine.
L'istituto ricevette il pontificio decreto di lode il 4 maggio 1974.

## Attività e diffusione
Le suore si dedicano all'insegnamento del catechismo.
La sede generalizia è a Lucena.
Alla fine del 2015 l'istituto contava 280 religiose in 71 case.